# モンゴジェジェ
モンゴ･ジェジェ (満文：ᠮᠣᠩᠣᠵᡝᠵᡝ, 転写：mongojeje, 漢文：孟古哲哲) は清太祖ヌルハチ福金フジン。太宗ホン･タイジ生母。イェヘ･ナラ氏女真族。イェヘ初代東城主ベイレヤンギヌ娘、第二代ナリムブルおよび第三代ギンタイシの妹。
ホン･タイジを産んだ後に病歿。清朝史上で初めて追封された皇后である (孝慈高皇后)。

## 略史
イェヘ東城主ベイレヤンギヌは、蜂起して間もない頃のヌルハチの訪問を受けたおり、ヌルハチをみて「常ならざる人」であることをみぬいた。そこで当時まだ幼かった娘モンゴ･ジェジェを、婚姻適齢期になったら妻あわせようとヌルハチにもちかけた。ヌルハチは、長女がすでに適齢期をむかえているのに、なにゆえに幼女を充てがうのかと訝しがった。決して長女を出し惜しみする訣ではなく、この娘こそ「常ならざる」君に最も相応しい、そうヤンギヌがいうので、ヌルハチは承諾した。
万暦12年 (1584) にヤンギヌは李成梁率いる明軍の討伐を受けて兄チンギャヌ (イェヘ西城主) ともども殺害され、モンゴ･ジェジェの嫁入り話はその兄で、二代目東城主となったナリムブルが引き継ぐことになった。そしてヌルハチが満州国マンジュ･グルンを建国した万暦15年 (1587) の翌年、14歳となったモンゴ･ジェジェは兄ナリムブルに連れられマンジュに帰順した。ヌルハチは諸王ベイレを引き連れて歓迎し、盛大な酒宴が催された。
万暦20年 (1592) 旧暦10月25日申の刻 (16時前後)、モンゴ･ジェジェは男児 (ヌルハチ第八子) を出産した。のちの清太宗ホン･タイジである。これはモンゴ･ジェジェのたった一人の子供となった。
遡ること同19年 (1591)、イェヘ東城主ナリムブルは、マンジュ勢力の伸長を警戒し、ヌルハチに領土の割譲を求めたが、門前払いをくった。そこでナリムブルは、ヌルハチを力づくで屈服させようとフルン四部 (海西女直) で聯合し、マンジュ領を侵掠した。しかしヌルハチはその報復にハダ領フルギャチを掠奪し、ハダ国主ベイレメンゲブルを破ってフルンに屈服しない姿勢をみせた (→富爾佳斉フルギャチ大戦)。これに不満を募らせたナリムブルは、同21年 (1593)、九部聯合軍を結成してグレの山でヌルハチのマンジュ軍と再び刃を交えた。ところが結果は数で圧倒的に勝る九部聯合軍の惨敗におわり (→古勒山グレイ･アリンの戦)、フルン四部は連名で使者を派遣して、ヌルハチに自らの「不道」を詫びた。
この頃、イェヘは不倶戴天の仇であるハダとの確執を再燃させ、内訌を誘発されて国内勢力が分裂したハダは、ヌルハチのマンジュ軍の攻撃を受けて万暦29年 (1601) に滅亡した。イェヘはさらにウラと結託し、ウラ国主ブジャンタイは度々ヌルハチと背盟をくりかえした。
そんな中、万暦31年 (1603) 旧暦9月、モンゴ･ジェジェが病歿。享年29歲 (数え歳)。ヌルハチはその死を悼み、婢四人を殉死させ、牛馬各100頭を屠った。祭司斎戒は一箇月あまりに及び、ヌルハチは昼も夜も泣き通した。霊柩は三年も宮内にとどめおかれた。
死期を悟ったモンゴ･ジェジェは、最後に母と一眼会いたいとヌルハチに頼んだ。愛妻のたっての願いならばと、ヌルハチは早速イェヘ側に使者を派遣し、愛妻の母をマンジュに連れてきてほしいと申し入れた。ところがナリムブルは実妹たっての願いを拒み、モンゴ･ジェジェはマンジュの地で永眠した。ここに至ってヌルハチは、愛妻の最期の願いを拒んだイェヘ側の態度を憎んだ。翌32年 (1604) 旧暦正月、ヌルハチは兵を率いてイェヘの璋ジャンと阿奇蘭アキランの二城を攻め落とし、二城七寨の人畜2,000餘り接収して帰還した。

## 埋葬地
天命9 (1622) 年、ヌルハチは父祖の妻子の墳墓をヘトゥアラから新都・遼陽城のあるい一帯に移葬し、:40モンゴジェジェも東京楊魯山に移された。天聡3 (1629) 年には更に瀋陽の福陵に移葬された。
モンゴジェジェの死後10余年が経った天命8 (1623) 旧暦6月、ヌルハチはホンタイジについて「我が愛妻の生みし唯一の後嗣なる故に愛憫に勝へず」と語ったという。モンゴジェジェの妹・綽奇 (松古図の母) もまたヌルハチのフジンの一人である。

## 正妻、中宮、追謚
モンゴジェジェとの結婚からその死去まで、ヌルハチはハンを称したことはなかった。死後の1605年には対内的に建州部の王を称した。また、満洲貴族は一夫多妻多妾制を敷き、あまたいる妻はみなフジンを称し、そのフジンの中には一夫一妻多妾制のような厳格な嫡庶の差別をもうけなかった。フジンが産んだ子は全て同じ地位にあり、相続権も同じであった。史料の欠乏のため、中国の学界は嘗て長きに亘りアイシン･グルン (後金) 社会の一夫多妻多妾制と漢民族社会の一夫一妻多妾制を同等に捉え、両者は混淆されがちであった。モンゴジェジェを妾室と捉えたために、ホンタイジを庶子と見做し、ホンタイジの即位は長子相続制度下における庶出相続、庶出による簒奪だと誤解されてきた。:39
1607年から記録が始まったとされる『滿洲老檔』はヌルハチの妻の内、アバハイだけが「amba fujin」(大フジン) と呼ばれている。ホンタイジ治世で上梓された『滿洲實錄』ではモンゴジェジェを「dulimbai amba fujin」(中室大フジン:40または中宮皇后) と呼んでいる。『清史稿』では、アバハイはモンゴジェジェ死後に大妃 (大福晋) とされたとあるが、モンゴジェジェの生前に大福晋という肩書きがあったのかは中国学界でも意見がわかれる。杜家驥は『滿洲實錄』巻7中の天命9年旧暦4月、ヌルハチが祖陵をヘトゥアラから遼陽に移葬した記事の満洲語文を根拠として、モンゴジェジェは生前にヌルハチの大福晋であったと結論づけている。:41
1636年、本退治が登基し、清朝太宗となった。母親の地位は子によって決まるという慣習にしたがい、モンゴジェジェは孝慈昭憲純德貞順承天育聖武皇后と追謚された。康熙元年には高皇后と改称され、雍正年間と乾隆年間を通じて、諡号が追加され、孝慈昭憲敬順仁徽懿德慶顯承天輔聖高皇后と改められた。

## 脚註
1. 1 2 3 4 5  “癸卯歲9月段65”. 滿洲實錄. 3
2. 1 2 3  “戊子歲9月1日段313”. 太祖高皇帝實錄. 2
3. ↑  “天命11年8月至12月段733”. 太宗文皇帝實錄. 1
4. ↑  “列傳1 (孝慈高皇后)”. 清史稿. 214
5. 1 2 3 4  杜家骥 (1998). “清太宗出身考” (中国語). 史学月刊 (河南省开封市: 河南大学、河南省历史学会) (1998年第5期):  39-42. ISSN 0583-0214.
6. ↑  定宜庄 (2012). “《满族早期一夫多妻制及其在清代的遗存》” (中国語). 满族文学 (辽宁省丹东市: 辽宁省作家协会、丹东市文联) (2012年01期). ISSN 1003-7012.
7. ↑  徐文明 (2002年12月2日). “天命五年后金国的大福晋”.   国学网，原刊《甘肃民族研究》2000年第4期. 2017年8月11日時点のオリジナルよりアーカイブ。2022年7月30日閲覧。 “富察氏名滚代[……]。然而正是由于富察氏先归太祖两年，就顺理成章地当上了继任的大妃。努尔哈赤虽然钟爱孟古姐姐，却也无法随便改变已定的名分，只好让其充任侧妃。对于此事，皇太极一直耿耿于怀，因为正是富察氏的存在，才使他的母亲始终未能当上大妃，在身份上比其他嫡子低了一筹，为他争权夺位设置了一道天然的障碍。因此他避而不谈其母与富察氏孰嫡孰庶，转而大讲谁更受宠。可能当时年轻貌美、温柔娴淑的孟古姐姐最为受宠，其子以庶子身份而位居四大贝勒之列，进而登基称汗便是证据。”

## 参考

### 史書
- 編者不詳『滿文老檔』1775年 (満) ＊1905年に内藤湖南が発見。
- 編者不詳『ᠮᠠᠨᠵᡠ ᡳ ᠶᠠᡵᡤᡳᠶᠠᠨ ᡴᠣᠣᠯᡳ (manju i yargiyan kooli：滿洲實錄)』1781 (満) ＊今西春秋版
- 趙爾巽, 他100余名『清史稿』清史館, 民国17年(1928) (漢) ＊中華書局

### Web
- 栗林均「モンゴル諸語と満洲文語の資料検索システム」東北大学
- 「明實錄、朝鮮王朝実録、清實錄資料庫」中央研究院歴史語言研究所 (台湾)